# Younes Emami
Younes Aliakbar Emamichoughuei (in persiano یونس امامی‎; Kermanshah, 30 marzo 1997) è un lottatore iraniano, specializzato nella lotta libera.

## Biografia
Ha rappresentato l'Iran ai Giochi olimpici estivi di Parigi 2024 nel torneo dei -74 kg, dove è stato eliminato ai quarti dallo statunitens Kyle Dake, dopo aver superato l'italiano Frank Chamizo ai sedicesimi e il guineano Bacar Ndum agli ottavi.

## Palmarès
| Anno | Manifestazione   | Sede       | Evento  | Risultato | Note |
| ---- | ---------------- | ---------- | ------- | --------- | ---- |
| 2013 | Asiatici cadetti | Ulan Bator | -42 kg. | Bronzo    |      |
| 2013 | Mondiali cadetti | Zrenjanin  | -42 kg. | Argento   |      |
| 2017 | Asiatici junior  | Taichung   | -60 kg. | Argento   |      |
| 2017 | Mondiali junior  | Tampere    | -70kg   | Oro       |      |
| 2017 | Mondiali U23     | Bydgoszcz  | -65kg   | Bronzo    |      |
| 2018 | Asiatici         | Biškek     | -65 kg. | 5°        |      |
| 2019 | Asiatici         | Xi'an      | -70 kg  | Bronzo    |      |
| 2019 | Mondiali         | Nur-Sultan | -70 kg  | Bronzo    |      |
| 2021 | Mondiali         | Oslo       | -74 kg  | 8º        |      |
| 2022 | Asiatici         | Ulan Bator | -74 kg. | Oro       |      |
| 2022 | Mondiali         | Belgrado   | -74 kg  | Bronzo    |      |
| 2023 | Mondiali         | Belgrado   | -74 kg  | 8º        |      |
| 2023 | Giochi asiatici  | Hangzhou   | -74 kg  | Oro       |      |
| 2024 | Giochi olimpici  | Parigi     | -74 kg  | 7º        |      |

## Altre competizioni internazionali
2016
- 13º nei 57 kg al Torneo Dan Kolov - Nikola Petrov ( Sofia)

2017
- 5º (squadra) nella Coppa Takhti ( Meshed)
- Oro nei 65 kg al Torneo Dmitri Korkin ( Jakutsk)

2018
- Bronzo nei 65 kg al RS - G. Kartozia & V. Balavadze Price ( Tbilisi)
- 5º nei 70 kg allo RS - Yasar Dogu ( Istanbul)

2019
- Oro nei 70 kg nella Coppa Takhti ( Kermanshah)
- Bronzo nei 70 kg nel RS - Torneo Città di Sassari ( Sassari)
- Oro nei 70 kg al RS - G. Kartozia & V. Balavadze Price ( Tbilisi)

2020
- 7º nei 74 kg nel Torneo Matteo Pellicone ( Roma)

2021
- Oro nei 74 kg al Torneo asiatico di qualificazione olimpica ( Almanty)
- 8º nei 74 kg al RS - Waclaw Ziolkowski Memorial ( Varsavia)

2022
- Oro nei 74 kg al RS al RS - Zouhaier Sghaier Tournament ( Tunisi)

2023
- Argento nei 74 kg al RS - Zagreb Open ( Zagabria)

2024
- 9º nei 74 kg al RS - Zagreb Open ( Zagabria)
- Oro nei 74 kg al Torneo asiatico di qualificazione olimpica ( Biškek)